# Nyangbo-tafi
El nyangbo-tafi és una llengua kwa, parlada per aproximadament 10.000 persones a la regió Volta, situada al sud-est de Ghana, entre el llac Volta i la República Togolesa. És una de les llengües del grup Muntanyes de Ghana-Togo dins de la família Niger-Congo.
Segons l’Ethnologue, es tracta de dues llengües diferents, Nyangbo (Tutrugbu) i Tafi (Tegbo), però sembla que aquest criteri només respon a diferències fonològiques i que la comprensió entre els parlants del dos dialectes supera el 67% en els casos en els que no hi ha hagut mai contacte i el 83% en els casos de contacte.

## Classificació genètica
La pertinença del nyangbo-tafi dins de la familia Niger-Congo ha estat bastant qüestionada. Westermann (1952) la considerà part d’un grup aïllat i observà que tenia similituds amb les llengües kwa en termes de vocabulari mentre que el sistema de classes nominal era una reminiscéncia de les llengües Bantu. Greenberg el 1966, la va col·locar dins les llengües kwa.

## Situació sociolingüística
El nyangbo-tafi es troba en perill i no està pràcticament documentat. Els seus parlants són multilingües, és a dir que a part de la seva llengua materna saben com a mínim ewe, que és la llengua dominant a la regió i la que utilitzen quan es comuniquen amb els seus veïns immediats i en les transaccions comercials. Alguns parlants també dominen l’akan i l’anglès. El nyangbo-tafi es troba amenaçat per la política de llengües oficials en el sentit que el seu ús no és reconegut com a oficial a l'ensenyament i que tampoc s’empra en els mitjans de comunicació. L’anglès és la llengua oficial i l'ewe és la llengua de comunicació fins al 3r curs de primària. A més a més, a l'escola molts nens han de parlar ewe amb els que no parlen nyangbo-tafi. Degut a aquest contacte el nyambo-tafi té molts manlleus de l'ewe, l'àkan, l’anglès i el ga.

## Sistema fonològic
Té cinc tipus de síl·laba:
-V/N: vocal o nasal
-VC: vocal + consonant
-CV: consonant + vocal
-CVV: consonant + vocal llarga
-CCV: 2 consonants + vocal (la 2a consonant ha de ser líquida o aproximant)
Punts d'articulació dels fonemes consonàntics: bilabial, labio-dental, alveolar, post-alveolar, palatal, velar i glotal.
Representació dels sons consonàntics amb l’AFI:
|           | bilabial | labiodental | alveolar | postalveolar | palatal   | velar | labiovelar | glòtic |
| --------- | -------- | ----------- | -------- | ------------ | --------- | ----- | ---------- | ------ |
| Oclusiu   | p b bh   |             | t d      | ɖ            |           | k g   | kp gb      | ʔ      |
| Fricatiu  | ɸ        | f v fw      | s z      | ʃ ʒ          | x xw      |       |            | h ɦ hw |
| Africat   |          |             | ts dz    |              | tʃ dʒ tʃw |       |            |        |
| Nasal     | m        |             | n        |              | ɲ         | ŋ ŋw  |            |        |
| Líquid    |          |             | l, r     |              |           |       |            |        |
| Semivocal |          |             |          |              | y         |       | w w̃        |        |

Les següents representacions de l’AFI /bh/, /ɸ/, /ʃ/, /ʒ/, /ʧ/, /ʧw/, /ʤ/, /ɦ/, i  /ɲ/ són ortogràficament representades en nyangbo-tafi com ‘bh’, ‘ƒ’, ‘sh’, ‘zh’, ‘tsy’, ‘tsyw’, ‘dzy’, ‘h’, i ‘ny’ respectivament.
Té un sistema de nou vocals. Les vocals están dividides en dos grups segons la posició de l’arrel de la llengua. En posició avançada [+ATR] i en posició endarrerida [-ATR].
|                        | Anterior |        | Central | Posterior |        |
| ---------------------- | -------- | ------ | ------- | --------- | ------ |
|                        | [+ATR]   | [-ATR] |         | [+ATR]    | [-ATR] |
| Alta o tancada         | i        | ɩ      |         | u         | ʊ      |
| Semibaixa o semioberta | e        | ɛ      |         | o         | ɔ      |
| Baixa o oberta         |          |        | a       |           |        |

Totes les vocals excepte la /o/, tenen una versió nasalitzada.
|                        | Anterior |        | Central | Posterior |        |
| ---------------------- | -------- | ------ | ------- | --------- | ------ |
|                        | [+ATR]   | [-ATR] |         | [+ATR]    | [-ATR] |
| Alta o tancada         | ĩ        | ɩ ̃     |         | ũ         | ʊ̃      |
| Semibaixa o semioberta | ẽ        | ɛ̃      |         |           | ɔ̃      |
| Baixa o oberta         |          |        | ã       |           |        |

## Sintàxi i gramàtica

### Estructura de l'oració
L’ordre bàsic dels constituents és SVO. És a dir Subjecte, Verb, Complement directe, Complement indirecte i altres complements.

### Classes nominals
Una de les característiques més rellevants de les llengües nigerocongoleses és el sistema de classes nominals. Els noms són assignats a diferents classes depenent de si són singular o plural i femení o masculí i es marquen amb prefixos o sufixos establerts a cada grup.
El nyangbo-tafi té 5 classes pel singular, 4 classes pel plural i 1 classe que conté noms incomptables.
| Nombre | Classe | Prefix nominal |  |
| ------ | ------ | -------------- |  |
| I      | a-     | a/e/Ø-         |  |
| II     | ba(a)- | ba/be/Ø-       |  |
| III    | o-     | ɔ/o-           |  |
| IV     | i-     | ɩ /i-          |  |
| V      | ki-    | kɩ/ki-         |  |
| VI     | a-     | a/e-           |  |
| VII    | ka-    | ka/ke-         |  |
| VIII   | bu-    | bʊ/bu-         |  |
| IX     | bu-    | bʊ/bu-         |  |
| X      | ti-    | tɩ /ti         |  |

### Pronoms personals
Poden ser independents, de subjecte o de complement directe. Els independents s’empren per denotar èmfasi o contrast. Els pronoms en aquesta llengua es troben immediatament després del verb.
|     | INDEPENDENT | PRONOM DE SUBJECTE | PRONOM DE COMPLEMENT DIRECTE | PRONOM DEPENDENT |
| --- | ----------- | ------------------ | ---------------------------- | ---------------- |
| 1SG | mɩ ́         | i-/ɩ-              | m(ɩ)                         | i-/ɩ-            |
| 2SG | wɔ          | o-/ɔ-              | wɔ                           | o-/ɔ-            |
| 3SG | yɩ ́         | e-/ a-             | yɩ ́                          | e-/ a-           |
| 1PL | blɔ         | bu-/bʊ-            | (b)ʊlɔ                       | lo-/lɔ-          |
| 2PL | w̃ʊññɔ ̃́̃́      | no-/nɔ-            | (w̃)ʊññɔ ̃́̃́                     | no-/nɔ-          |
| 3PL | balɩ ́       | be-/ba-            | (b)alɩ ́                      | le-/la-          |

El pronom reflexiu s’expressa amb l’arrel de la paraula shú (cos)
í némï shú          (m’he colpejat)
ó némï shú        (t’has colpejat)
é némï shú         (s’ha colpejat)
bú némï shú      (ens hem colpejat)
no némï shú      (us heu colpejat)
bé némï shú      (s’han colpejat)

### Demostratius
El nyangbo-tafi distingeix dues formes de demostratiu: el pròxim –ní (aquest) i el disntant –lílíní (aquell).

### Possessius
El possessor precedeix la possessió i el pronom possessiu va juxtraposat a la possessió.
mɩ ́ bʊpá → m’ʊpá (la meva casa) 
wɔ ́ bʊpá → wɔɔpá (la teva casa) 
yɩ ́ bʊpá → yɩ’ʊpá (la seva casa) d'ell o ella
blɔ ̌ bʊpá → blɔɔpá (la nostra casa)
w̃ʊññ ɔ ̃́̃́ bʊpá → w̃ʊññ ɔɔ̃ pá (la vostra casa)
balɩ ́ bʊpá → balɩ’ʊpá (la seva casa) d'ells o elles

mɩ ́ bapá → mɩ ́ bapá/ maapá (les meves cases)
wɔ ́ bapá → wɔ ́ bapá/ wɔapá (les teves cases)
yɩ ́ bapá → yɩ ́ bapá/ yaapá (les seves cases) d'ell o ella
blɔ ̌ bapá → blɔ ̌ bapá/ blɔ’apá (les nostres cases)
w̃ʊññ ɔ ̃́̃́ bapá → w̃ʊññ ɔ ̃́̃́ bapá/ w̃ʊññ ɔ’̃ apá (les vostres cases)
balɩ ́ bapá → balɩ ́ bapá/ balaapá (les seves cases) d'ells o elles

## El verb
Les oracions poden tenir un, dos o tres arguments. Les d’un argument són les intransitives, les de dos tenen subjecte i complement directe i les de tres, tenen subjecte, complement directe i complement indirecte.
-El futur ve marcat pel morfema ba-.
-La forma pel no-futur no ve marcada, el to indica el present i el passat.
-El perfet ve marcat pel morfema tí-.
-El gerundi s’indica amb el to, si s’utilitza per al present és agut i si és per al passat greu.
-La negació s’expressa amb el prefix verbal tí- igual que l’aspecte perfet però les construccions negatives acaben amb una oclusiva glotal al final de l’oració.

## Nombres

### Nombres cardinals
Té un sistema decimal. Les paraules per sis, set i nou no tenen prefix mentre que les altres tenen prefixos que són vocals.
o-lí (u)
ɩ-bha (dos)
ɩ-tá (tres)
ɩ-̃ lɩ ́̃́̃(quatre)
i-tí (cinc)
holo (sis)
géné (set)
a-sʊɩ ̄ (vuit)
hitá o zhitá (nou)
kɩ-́ fɔ ̄ (deu)
Els múltiples de deu es formen amb el prefix áf- i el prefix de quantitat t- , quedant així áf-t- i seguida per una vocal /a/ o /e/.
áf-t-a-bha (vint)
áf-aa-tá (trenta)
áf-t-a-lɩ ́̃́̃ (quaranta)
áf-e-ití (cinquanta)
áf-t-e-holo (seixanta)
áf-t-e-géné (setanta)
áf-t-a-sʊɩ ̄ (vuitanta)
áf-t-e-hitā (noranta)

### Nombres ordinals
Es formen afegint el sufix –mï a l’arrel del nombre: ‘vuité’ sʊ-mï excepte per ‘primer’ tʊtɔpu, ‘segon’ bhlā i ‘últim’ gʊgɔɛ.